# Nižný Tvarožec
Nižný Tvarožec es un municipio del distrito de Bardejov en la región de Prešov, Eslovaquia, con una población estimada a final del año 2024 de 570 habitantes.
Se encuentra ubicado en el centro-norte de la región, cerca del río Topľa (cuenca hidrográfica del río Tisza) y de la frontera con Polonia.

## Demografía
| Año        | 1994 | 2004    | 2014     | 2024    |
| ---------- | ---- | ------- | -------- | ------- |
| Población  | 460  | 460     | 526      | 570     |
| Diferencia |      | +1,42 % | +14,34 % | +8,36 % |

| Año        | 2023 | 2024    |
| ---------- | ---- | ------- |
| Población  | 569  | 570     |
| Diferencia |      | +0,17 % |